# Ludwig Louis
Ludwig Louis (* 3. August 1814 in Lambrecht; † 23. März 1894 in München) war ein Jurist und Mitglied des Deutschen Reichstags.
Louis war königlicher Advokat in München.
Er war Mitglied der bayerischen Kammer der Abgeordneten von 1863 bis 1881 für die Wahlbezirke Germersheim/Bergzabern und Kandel, zeitweise als Präsidiumsmitglied. 1871 bis 1874 war er Mitglied des Deutschen Reichstags, wo er für den Wahlkreis Pfalz 3 (Germersheim) der Liberalen Reichspartei angehörte.